# 乔治王子城
乔治王子城（英語：City of Prince George），加拿大華人又譯片士佐治（舊譯片市阻珠），是加拿大不列颠哥伦比亚省北部的一个城市，位于菲沙河和尼查科河汇合处，也是菲沙-喬治堡區域局的行政中心。该市总面积316平方公里（122平方公里），2006年总人口為70,981，人口密度229.1/km2 (593.4/sq mi)。该市被称作“不列颠哥伦比亚省的北部首府”。

## 歷史
西北公司的探險家西門·菲沙於1807年在現喬治王子城所在建立一座皮毛交易站，並以英王喬治三世之名將之命名為喬治堡（Fort George）。該皮毛交易站建於雷德利提恩内原住民族的土地上；該族的名稱正好解作「兩河合流處的居民」。西北公司和哈德遜灣公司（HBC）於1821年合併後，喬治堡歸入HBC轄下的新喀利多尼亞地區。

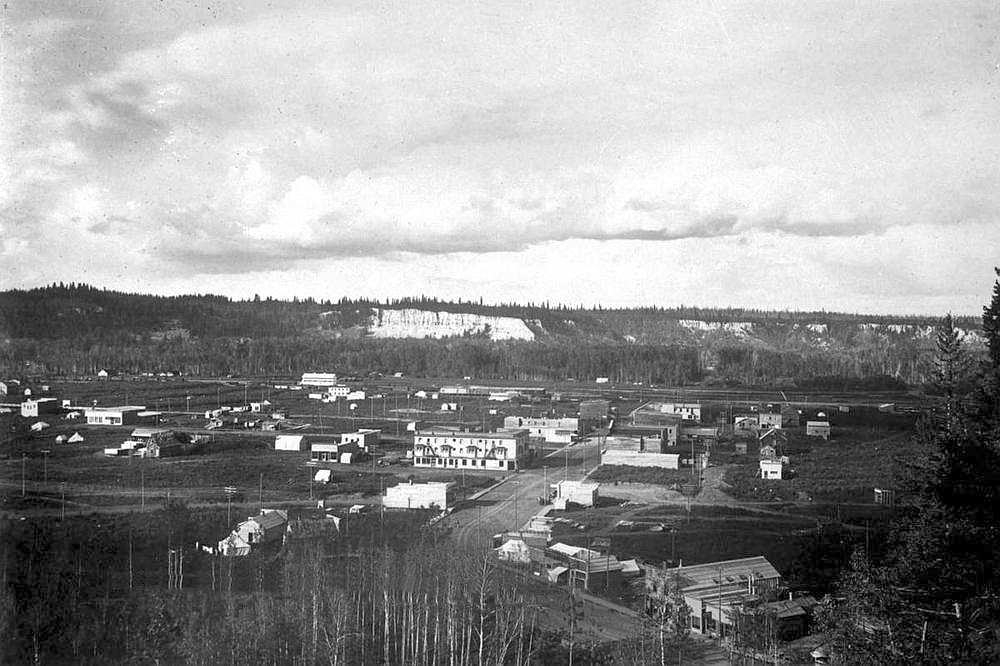
1914年的喬治王子社區，圖中最大的建築物是喬治王子酒店

19世紀餘下的時間中，喬治堡的發展緩慢，待大主幹太平洋鐵路（現為加拿大國家鐵路一部分）於1903年宣佈其走綫將掠過喬治堡外圍後才見起色。農民從1906年起遷至喬治堡一帶，而兩間發展公司更於1909年分別開發南喬治堡和中喬治堡社區。南喬治堡座落菲沙河沿岸，鄰近HBC的皮毛交易站；中喬治堡則座落尼查科河沿岸，離南喬治堡東北約3公里。受惠於鐵路工人進城補給和消遣，兩個社區發展蓬勃，到了1913年各有約1500名居民。
大主幹太平洋鐵路為車站選址時沒有從南喬治堡和中喬治堡二選其一，而從雷德利提恩内族購入兩個社區之間約1,366英畝（5.53平方）的土地。然而，卑詩快綫公司的東主查爾斯·凡斯·米拉爾在此之前已有意購入該片土地，並與該族已恰商了好一段時間。鐵路公司遂將 200英畝（0.81平方）土地給與米拉爾以作補償，該片土地遂發展成米拉爾補地區，而鐵路公司則將車站一帶發展成喬治王子社區。鐵路於1914年落成，而喬治王子城亦於1915年3月6日正式設市。城市名稱來自英王喬治五世的第四子肯特公爵喬治王子。

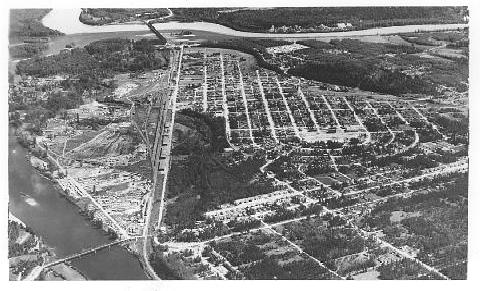
從高空俯瞰喬治王子城（攝於1930年代）

第一次世界大戰於1914年爆發後，喬治王子一帶大批男性居民入伍，太平洋大東方鐵路工程停頓，加上西班牙型流行性感冒從1918年起肆虐，嚴重打擊該帶經濟，區内人口也驟降。第二次世界大戰期間一座可容納六千名士兵的軍營在克蘭布魯克山山腳建立後，市内經濟再現起色。二戰後受戰火蹂躪的歐洲城市陸續重建，對木材的需求大幅上升，喬治王子城的林木業亦從中得益。1952年，太平洋大東方鐵路工程終告完成，而卑詩省16號和97號公路隨後亦相繼開通，令喬治王子城成為卑詩省内陸的重要交通樞紐。

## 教育
喬治王子城的英語公共教育系統由57號校區營運，轄下包括37間小學和8間中學。市内亦有一間公立法語小學和一間公立法語中學，兩者皆由覆蓋全省的93號法語校區營運。專上教育方面，北卑詩大學和新喀利多尼亞學院的主校園均設於喬治王子城，前者更於2005年和2006年被麥其連雜誌選為加拿大西部最佳小型大學。

## 交通
喬治王子城處於卑詩省16號公路（耶洛黑德公路）和97號公路的交匯處，是卑詩省北部的交通樞紐。灰狗巴士每天提供長途巴士服務前往溫哥華、魯珀特王子港、聖約翰堡和亞伯達省愛民頓。
喬治王子城機場離市中心約7公里，每天有加拿大航空和西捷航空航班來回溫哥華，冬季也有每週航班來回墨西哥巴亞爾塔港。
加拿大國家鐵路公司營運貨運鐵路服務來往喬治王子城，而Via鐵路的賈斯珀-魯珀特王子港客運鐵路綫也於喬治王子城設站。
市内的巴士服務由喬治王子城交通局營運。

## 政治
喬治王子城的市政機關由市長和8名市議員組成，每三年由全體市民選出。喬治王子城也佔菲沙-喬治堡區域局14個議席中的4席。
在卑詩省議會内，喬治王子城被劃分為喬治王子-維蒙特選區和喬治王子-麥肯齊選區。兩個選區的省議員分別為龐雪麗和邁克·莫里斯，兩人皆為卑詩自由黨黨員。
在加拿大國會下議院内，喬治王子城被歸入卡里布-喬治王子選區和喬治王子-和平河選區。兩個選區的國會議員分別為托德·多爾蒂和鮑勃·齊默，兩人皆為加拿大保守黨黨員。

## 气候

### 温度
| 喬治王子城          | 喬治王子城  | 喬治王子城  | 喬治王子城    | 喬治王子城    | 喬治王子城  | 喬治王子城  | 喬治王子城  | 喬治王子城  | 喬治王子城   | 喬治王子城    | 喬治王子城    | 喬治王子城    | 喬治王子城    |
| 月份                | 1月         | 2月         | 3月           | 4月           | 5月         | 6月         | 7月         | 8月         | 9月          | 10月          | 11月          | 12月          | 全年          |
| ------------------- | ----------- | ----------- | ------------- | ------------- | ----------- | ----------- | ----------- | ----------- | ------------ | ------------- | ------------- | ------------- | ------------- |
| 历史最高温 °C（°F） | 12.8 (55.0) | 12.8 (55.0) | 18.9 (66.0)   | 29.7 (85.5)   | 36 (97)     | 33.9 (93.0) | 34.4 (93.9) | 33.4 (92.1) | 31.4 (88.5)  | 25.2 (77.4)   | 17.4 (63.3)   | 11.7 (53.1)   | 36 (97)       |
| 平均高温 °C（°F）   | −5.5 (22.1) | −0.8 (30.6) | 5 (41)        | 11.4 (52.5)   | 16.5 (61.7) | 19.5 (67.1) | 22.1 (71.8) | 21.7 (71.1) | 16.4 (61.5)  | 9.5 (49.1)    | 0.6 (33.1)    | −4 (25)       | 9.4 (48.9)    |
| 平均低温 °C（°F）   | −13.6 (7.5) | −10 (14)    | −5.5 (22.1)   | −1.1 (30.0)   | 3.2 (37.8)  | 7 (45)      | 8.8 (47.8)  | 7.9 (46.2)  | 3.8 (38.8)   | −0.4 (31.3)   | −6.3 (20.7)   | −11.7 (10.9)  | −1.5 (29.3)   |
| 历史最低温 °C（°F） | −50 (−58)   | −45 (−49)   | −37.8 (−36.0) | −25.6 (−14.1) | −8.3 (17.1) | −2.8 (27.0) | −1.7 (28.9) | −3.9 (25.0) | −12.2 (10.0) | −26.5 (−15.7) | −41.7 (−43.1) | −45.6 (−50.1) | −50 (−58)     |
| 平均降水量 mm（）   | 52.4 (2.06) | 31.4 (1.24) | 32.7 (1.29)   | 32.2 (1.27)   | 50.9 (2.00) | 72.7 (2.86) | 63.5 (2.50) | 51.1 (2.01) | 52.5 (2.07)  | 57.9 (2.28)   | 51.5 (2.03)   | 52 (2.0)      | 600.8 (23.65) |
| 来源：加拿大環境部  |             |             |               |               |             |             |             |             |              |               |               |               |               |

## 引用書籍
- Christensen, Bev. . Burlington: Windsor. 1989. ISBN 0-89781-266-2.
- Downs, Art.  one. 1971. ISBN 0888260334.
- Leonard, Frank. . Vancouver: University of British Columbia Press. ISBN 0-7748-0552-8.
- Poser, William. . Prince George: Lheidli T'enneh. 1999.
- Runnalls, Reverend Francis Edwin. . Prince George: the author. 1946.
- University Women's Club of Prince George. . Prince George: College of New Caledonia Press. 2005. ISBN 0-9735092-0-1.
- Walker, Russell. . 1972.
- West, Willis J. . 1985. ISBN 0919214681.